# Crni bor
Crni bor (lat. Pinus nigra) je crnogorično drvo iz porodice Pinaceae.

## Rasprostranjenost
Raste u južnoj Europi, sjeverozapadnoj Africi i Maloj Aziji. U Hrvatskoj je autohtona vrsta drveća.

## Izgled
Naraste do 40 m. Krošnja je jajasta, a u starijoj dobi i na kamenitom tlu široko zaobljena ili kišobranasta, gotovo vodoravno zaravnjenog vrha. Kora je debla tamno-siva i izbraždena. U starijoj dobi je duboko raspucala na nepravilne izdužene ploče. Debela je i do 10 cm. Pupovi su smolasti, okruglasti, u pršljenovima, prekriveni tankim sivim ljuskicama. Dugi su 1 do 2 cm. Cvjetovi su jednospolni. Muški cvjetovi su žućkasti, oko 2 cm dugi, u grupama. Ženski su cvjetovi pojedinačni. Cvjeta u svibnju. Iglice su tvrde, blago povijene, tamno-zelene, 8-15 cm duge, 1.5 - 2 mm debele, naglo ušiljenog žućkasta vrha. Nalaze se u bjelkastom, oko 1 cm dugom rukavcu, po 2 u svežnju. Češeri su simetrični, 5-8 cm dugi i do 4 cm debeli, žuto-smeđi, dozrijevaju u 3. godini. Češerne su ljuske odrvenjene, odozdo čađavo crne. Zriju druge godine, a otvaraju se u proljeće treće godine. Razmnožava se sjemenom. Sjeme klije sa 6-10, većinom 8 supaka. Sivosmeđe je boje, dugo 5-7 mm, široko oko 4 mm, s oko 2 cm dugim krilcem. Jedan kilogram sjemena sadrži oko 53 000 sjemenki, čija je klijavost preko 80%. Ima korijensku mrežu sa žilom srčanicom. Korijenje prodire između kamenja i poboljšava uvjete za ostale vrste. Drvo obiluje smolom. Ima veliku bjeliku, a razmjerno malu srž.

## Stanište
Naseljava kserotermna staništa, pretežno na vapnencu, dolomitu i serpentinu, većinom na toplijim ekspozicijama, brdskog i gorskog pojasa. Tvori čiste ili miješane sastojine.
Rasporstranjen je u srednjoj i južnoj Europi i zapadnoj Aziji.

## Ekološka svojstva
Vrsta je polusvijetla, može podnijeti postranu zasjenu obližnjeg drveća. Pomladak treba dosta svjetla za razvoj, ipak podnosi više zasjene od pomlatka običnog bora. Što je sastojina kvalitetnija, zahtjevi za svjetlom su manji. Otporan je na sušu te dobro podnosi mraz. Umjereno je osjetljiv na zimske studeni. Nije osjetljiv na dim, tvorničku prašinu i štetne plinove pa je pogodan za osnivanje zelenih površina u blizini industrijskih središta. Vrlo je značajan za pošumljavanje, jer je skroman u zahtjevima na vodu i svojstva tla. Popravlja tlo, podnosi sušu, žegu i buru. Živi do 500 godina.

## Taksonomija
Vrsta je podijeljena na dvije podvrste, a svaka se dalje dijeli na tri varijeteta.
Neki znanstveni autoriteti (npr. Flora Europaea) neke varijetete nazivaju podvrstama, ali to je više tradicionalna, a ne čisto taksonomska podjela, jer su razlike između taksona male.
Podvrste:
- P. nigra subsp. nigra, od Austrije, sjeveroistočne i središnje !Italije na zapadu do Krima i Turske na istoku. Iglice su čvrste, krute, promjera 1,5–2 mm, s 3–6 slojeva debljine zidanih hipodermalnih stanica.
  - P. nigra subsp. nigra var. nigra (sin. Pinus nigra var. austriaca, Pinus nigra subsp. dalmatica) (Austrijski bor): Austrija, Balkan (osim južne Grčke).
  - P. nigra subsp. nigra var. caramanica (Turski crni bor): Turska, Cipar, južna Grčka
  - P. nigra subsp. nigra var. italica (Talijanski crni bor): središnja Italija (Villetta Barrea, NP Abruzzo)
  - P. nigra subsp. nigra var. pallasiana (sin. Pinus nigra subsp. pallasiana) (Krimski bor): Krim, Cipar.
- P. nigra subsp. salzmannii, za krajnjem zapadu, od južne Italije do južne Francuske, Španjolske i sjeverne Afrike. Iglice su vitke, fleksibilnije, promjera 0,8–1,5 mm, s 1–2 sloja tankoslojnih hipodermalnih stanica.
  - P. nigra subsp. salzmannii var. salzmannii (Pirinejske bor): Pirineji, Južna Francuska, sjeverna Španjolska
  - P. nigra subsp. salzmannii var. corsicana (sin. Pinus nigra subsp. laricio, Pinus nigra var. maritima) (Korzikanski bor): Korzika, Sicilija, južna Italija.
    - P. nigra subsp. laricio Koekelare[5]

  - P. nigra subsp. salzmannii var. mauretanica (Atlaški crni bor): Maroko, Alžir.

U Hrvatskoj rastu Pinus nigra var. austriaca – austrijski crni bor i Pinus nigra var. dalmatica – dalmatinski crni bor (Vidova gora na Braču, viši predjeli Hvara i Pelješca). Postoje i krimski, kalbrijski, balkanski, zlatiborski varijeteti crnog bora.

## Vanjske poveznice

### Ostali projekti
|  | Zajednički poslužitelj ima stranicu o temi Crni bor    |
|  | Zajednički poslužitelj ima još gradiva o temi Crni bor |
|  | Wikivrste imaju podatke o taksonu Crni bor             |